# Allt för min syster
Allt för min syster (engelska: My Sister's Keeper) är en amerikansk dramafilm som hade biopremiär i Sverige den 26 juni 2009. Filmen regisserades av Nick Cassavetes och är baserad på en bok med samma namn av Jodi Picoult.

## Handling
Hur långt är man som förälder beredd att gå för att rädda livet på sitt eget barn? Denna fråga ställs Brian (Jason Patric) och Sarah (Cameron Diaz) Fitzgerald inför gång på gång. Deras dotter Kate (Sofia Vassilieva) får vid två års ålder diagnosen leukemi. Hon förväntades inte överleva, men hon får uppleva sin 15-årsdag. Men allt är tack vare Kates lillasyster Anna (Abigail Breslin), som är en perfekt medicinsk donator till Kate. Elva år gammal fattar Anna ett drastiskt beslut om att hon inte längre vill vara donator till Kate. Hon vill bestämma över sin egen kropp, så hon skaffar en advokat och stämmer sina föräldrar. Åtminstone vill hon ha rätten att bestämma själv. Hennes beslut kommer att vända upp och ner på hela hennes familj. Men Anna förstår att detta beslutet kan leda till Kates död.

## Rollista i urval
- Jason Patric - Brian Fitzgerald
- Cameron Diaz - Sarah Fitzgerald
- Sofia Vassilieva - Kate Fitzgerald
- Abigail Breslin - Anna Fitzgerald
- Evan Ellingson - Jesse Fitzgerald
- Alec Baldwin - Campbell Alexander
- Brennan Bailey - Jesse Fitzgerald (10 år)
- Olivia Hancock - Kate (2 år)
- Jeffrey Markle - Dr. Wayne
- Emily Deschanel - Dr. Farquad
- Nicole Marie Lenz - Gloria
- Joan Cusack - Domare De Salvo
- Thomas Dekker - Taylor Ambrose

## Om filmen
Filmen hade Sverigepremiär den 24 september 2009 och blev i Sverige tillåten från 11 år. Den släpptes på DVD i Sverige den 10 februari 2010.

### Fotnoter
1. ↑  ”My Sister's Keeper” (på engelska). Box Office Mojo. 26 juni 2009. http://www.boxofficemojo.com/movies/?id=mysisterskeeper.htm. Läst 1 oktober 2016.
2. ↑  ”My Sister's Keeper”. Svensk filmdatabas. 26 juni 2009. http://www.sfi.se/sv/svensk-filmdatabas/Item/?itemid=68225&type=MOVIE&iv=Basic. Läst 1 oktober 2016.
3. ↑  ”My Sister's Keeper”. Svensk filmdatabas. 11 juni 2009. http://www.sfi.se/sv/svensk-filmdatabas/Item/?itemid=68225&type=MOVIE&iv=Censorship. Läst 1 oktober 2016.
4. ↑  ”My Sister's Keeper”. Svensk filmdatabas. 10 februari 2010. http://www.sfi.se/sv/svensk-filmdatabas/Item/?itemid=68225&type=MOVIE&iv=Shows. Läst 1 oktober 2016.
5. ↑  ”My Sister's Keeper”. Svensk mediedatabas. 19 maj 2010. http://smdb.kb.se/catalog/id/002603063. Läst 1 oktober 2016.